# Матке
Матке (словен. Matke) — поселення в общині Преболд, Савинський регіон, Словенія. Висота над рівнем моря: 373,5 м.